# Willy Kumado
Willy Kumado (16 ottobre 2002) è un calciatore ghanese, difensore del Lyngby.

## Caratteristiche tecniche
Gioca come terzino destro.

## Carriera
Kumado è cresciuto nella Right to Dream Academy in Ghana, e nel febbraio del 2021 è stato acquistato a titolo definitivo dal Nordsjælland. Ha debuttato con il club danese il 17 ottobre nell'incontro di Superligaen pareggiato 2-2 contro il Midtjylland.
Il 31 gennaio 2023 è stato acquistato a titolo definitivo dal Lyngby, con cui ha firmato per due anni e mezzo.

## Statistiche

### Presenze e reti nei club
Statistiche aggiornate al 2 marzo 2024-
| Stagione        | Squadra         | Campionato      | Campionato | Campionato | Coppe nazionali | Coppe nazionali | Coppe nazionali | Coppe continentali | Coppe continentali | Coppe continentali | Altre coppe | Altre coppe | Altre coppe | Totale | Totale | Totale |
| Stagione        | Squadra         | Comp            | Pres       | Reti       | Comp            | Pres            | Reti            | Comp               | Pres               | Reti               | Comp        | Pres        | Reti        | Pres   | Reti   |        |
| --------------- | --------------- | --------------- | ---------- | ---------- | --------------- | --------------- | --------------- | ------------------ | ------------------ | ------------------ | ----------- | ----------- | ----------- | ------ | ------ | ------ |
| 2021-2022       | Nordsjælland    | SL              | 2          | 0          | CD              | 1               | 0               |                    | -                  | -                  |             | -           | -           | 3      | 0      |        |
| 2022-2023       | Nordsjælland    | SL              | 9          | 0          | CD              | 1               | 0               |                    | -                  | -                  |             | -           | -           | 10     | 0      |        |
| 2023-2024       | Lyngby          | SL              | 18         | 0          | CD              | 4               | 0               |                    | -                  | -                  |             | -           | -           | 22     | 0      |        |
| Totale carriera | Totale carriera | Totale carriera | 29         | 0          |                 | 6               | 0               |                    | -                  | -                  |             | -           | -           | 35     | 0      |        |